# Woltersdorf (bij Berlijn)
Woltersdorf is een plaats in de Duitse deelstaat Brandenburg, gelegen in de Landkreis Oder-Spree. De stad telt 8.423 inwoners.
Dit dorp wordt ontsloten met een eigen enkelsporig trambedrijf, de "Woltersdorfer Straßenbahn" die aansluiting geeft op het Berlijnse S-Bahn station van Rahnsdorf.

## Demografie
- Ontwikkeling van de bevolking sinds 1875 binnen de huidige grenzen (blauwe lijn: Bevolking; stippellijn: Vergelijking van de ontwikkeling van de bevolking van de deelstaat Brandenburg, Grijze achtergrond: tijdens de nazi-regering, Rode achtergrond: tijdens de communistische regering)
- Recente ontwikkeling van de bevolking (blauwe lijn) en prognoses (stippelijn)

| Jaar | Inwoners |
| ---- | -------- |
| 1875 | 728      |
| 1890 | 1 323    |
| 1910 | 2 517    |
| 1925 | 3 348    |
| 1939 | 6 071    |
| 1950 | 6 202    |
| 1964 | 6 156    |

| Jaar | Inwoners |
| ---- | -------- |
| 1971 | 6 109    |
| 1981 | 5 520    |
| 1985 | 5 318    |
| 1990 | 4 902    |
| 1995 | 5 007    |
| 2000 | 6 799    |
| 2005 | 7 564    |

| Jaar | Inwoners |
| ---- | -------- |
| 2010 | 7 802    |
| 2015 | 8 092    |
| 2016 | 8 163    |
| 2017 | 8 193    |
| 2018 | 8 259    |
| 2019 | 8 302    |
| 2020 | 8 423    |

Gegevensbronnen worden beschreven in de Wikimedia Commons..
Bad Saarow ·
Beeskow ·
Berkenbrück ·
Briesen (Mark) ·
Brieskow-Finkenheerd ·
Diensdorf-Radlow ·
Eisenhüttenstadt ·
Erkner ·
Friedland ·
Fürstenwalde/Spree ·
Gosen-Neu Zittau ·
Groß Lindow ·
Grünheide ·
Grunow-Dammendorf ·
Jacobsdorf ·
Langewahl ·
Lawitz ·
Mixdorf ·
Müllrose ·
Neißemünde ·
Neuzelle ·
Ragow-Merz ·
Rauen ·
Reichenwalde ·
Rietz-Neuendorf ·
Schlaubetal ·
Schöneiche bei Berlin ·
Siehdichum ·
Spreenhagen ·
Steinhöfel ·
Storkow ·
Tauche ·
Vogelsang ·
Wendisch Rietz ·
Wiesenau ·
Woltersdorf ·
Ziltendorf